# Worldbeat
Worldbeat är debutalbumet för den fransk-brasilianska gruppen Kaoma som släpptes 1989.

## Låtlista
| Nr           | Titel                 | Text                | Musik                   | Längd |
| ------------ | --------------------- | ------------------- | ----------------------- | ----- |
| 1.           | Lambada               | Chico De Oliveira   | Chico De Oliveira       | 03:27 |
| 2.           | Lambareggae           | Jacky Arconte       |                         | 03:52 |
| 3.           | Dançando Lambada      | Zé Maria            | Zé Maria                | 04:44 |
| 4.           | Lambamor              | Loalwa Braz         | Jacky Arconte           | 04:09 |
| 5.           | Lamba Caribe          | Loalwa Braz         | Jean-Claude Bonaventure | 04:07 |
| 6.           | Mélodie d'Amour       | Loalwa Braz         | Jean-Claude Bonaventure | 04:11 |
| 7.           | Sindiang              | Fatou Niang (Fania) | Jean-Claude Bonaventure | 03:58 |
| 8.           | Sopenala              |                     |                         | 04:28 |
| 9.           | Jambé Finète (Grille) | Chyco Roger Dru     | Jacky Arconte           | 04:26 |
| 10.          | Salsa Nuestra         | Loalwa Braz         | Jean-Claude Bonaventure | 04:38 |
| Total längd: | Total längd:          | Total längd:        | Total längd:            | 42:00 |